# Journal of Paleontology
Le Journal of Paleontology est une revue scientifique à comité de lecture de paléontologie, publiée par la Société de paléontologie.

## Indexage
Le Journal of Paleontology est indexé dans :
- BIOSIS Previews (en)
- Science Citation Index
- The Zoological Record (en)
- GeoRef